# Дордже

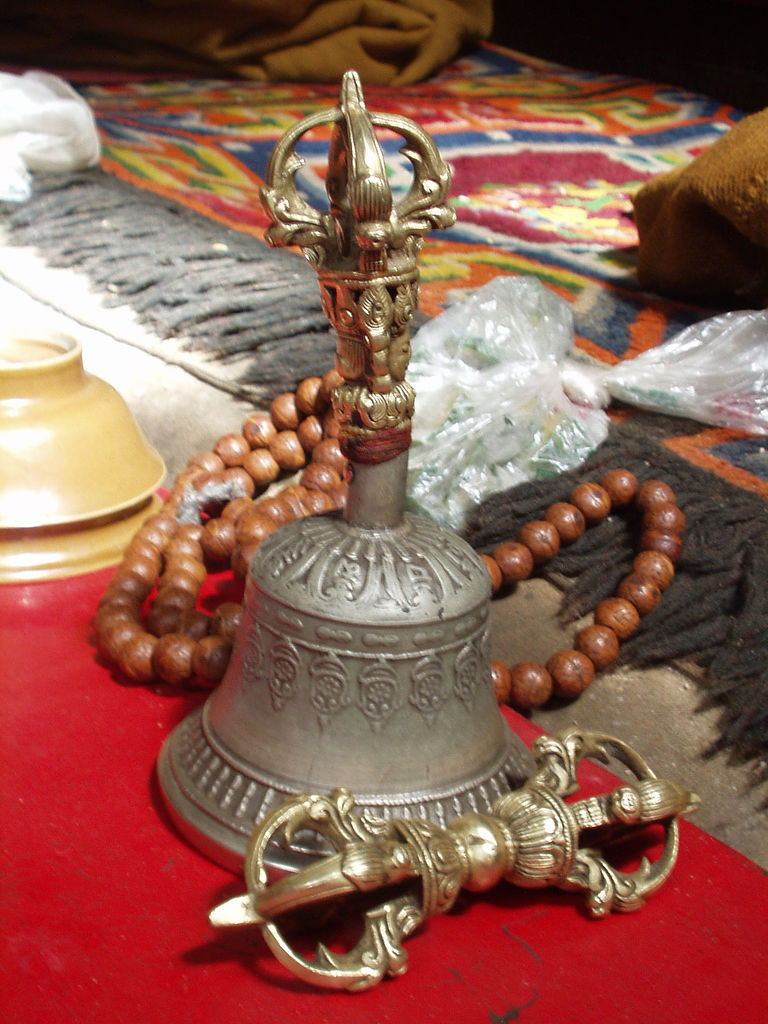
Ваджра (на переднем плане), колокольчик (гханта) и чётки (мала)

До́рдже (тиб. རྡོ་རྗེ, вайли rdo rje, монг. дорж, бур. доржо́) — то же, что и ваджра в ведийской, индуистской и буддийской мифологии; священное оружие, палица, жезл или скипетр, используемый в тибетском буддизме как символ высшей власти и правосудия, «камень благородный». Он символизирует мужскую активную силу в связи с женским пассивным началом, которое заключает в себе комплиментарный жезлу колокольчик (санскр. — гханта).
В совокупности дордже олицетворяет метод и мудрость; деятельность, основанную на сострадании; высшее блаженство исемь позитивных и вечных доблестей.
Этот символический ряд можно продолжить (дордже — лингам и колокольчик (гханта) как символ йони, женского начала и т. д.).
Бриллиантовый скипетр, «несокрушимый», молния — это божественная сила Учения Будды (Дхармы), трансцендентная истина и просветление.
Дордже, согласно учению Ваджраяны, подавляет все злые желания и страсти. Он неразрушим, но сам способен разрушить всё, даже, казалось бы, несокрушимое.
Ваджра (дордже) — это символ Пробуждения, наступающего «в единый миг», в этой жизни, согласно учению Ваджраяны (дордже является и символом Ваджраяны).